# 白鳥哲也 (実業家)
白鳥 哲也（しらとり てつや、1982年9月6日 - ）は、日本の実業家、棺桶デザイナー、株式会社メメントモリ代表取締役社長CEO。身長は171cm。血液型はB型。
高校時代は雑誌『BOYS RUSH』の人気モデルだった。